# Kiserian
Kiserian – miasto w Kenii, w hrabstwie Kajiado. Liczy 76,9 tys. mieszkańców. 